# Fensterbach
Fensterbach é um município da Alemanha, situado no distrito de Schwandorf, no estado da Baviera. Tem 26,79 km² de área, e sua população em 2019 foi estimada em 2.364 habitantes.